# 圣家书院
40°51′39″N 14°15′02″E / 40.860955°N 14.250430°E
圣家书院，又译为中国学院（Complesso dei Cinesi）是一组历史悠久的罗马天主教宗教建筑群，17世纪巴洛克建筑，包括一所大学和一个宏伟的教堂，位于意大利那不勒斯古城区，介于卡波迪蒙蒂和安康区（Sanità）之间的同名街道。

## 历史
原来的建筑在17世纪上半叶改为修道院。1724年，曾在中国传教13年的马国贤（Matteo Ripa）神父返回那不勒斯，得到该建筑，用作他从北京带来的中国年轻人接受神学训练的场所。
意大利统一后，该建筑命名为“皇家亚洲学院”，随后经历了许多其他历史事件：在1888年改为那不勒斯东方大学，在1897年改为孤女寄宿学校，在1910年开设埃莱娜德奥斯塔医院（l'ospedale Elena d'Aosta）。
该建筑已经发生许多改变，但是仍然构成艺术和建筑的宝贵见证，包括十八世纪壁画和马国贤半身像。

## 教堂
中国圣家堂（Chiesa della Sacra Famiglia dei Cinesi）开放于1732年，1814年改建。
Template:那不勒斯地标